# Gorzeszyn
Gorzeszyn – wieś w Polsce położona w województwie kujawsko-pomorskim, w powiecie lipnowskim, w gminie Skępe. 
W latach 1975–1998 miejscowość administracyjnie należała do województwa włocławskiego.